# Vanariona
A Sé Titular de Vanariona é uma sé titular da Igreja Católica, representante da antiga Diocese de Vanariona.

## História
Vanariona, talvez identificável com as ruínas de Ksar-Tyr na atual Argélia, é uma antiga Sé episcopal na província romana da Mauritânia Cesariense.
O único bispo conhecido é o donatista Pelágio, que participou da conferência de Cartago de 411, que reuniu os bispos católicos e donatistas da África romana. A Sé naquela ocasião não tinha bispos católicos.
Hoje Vanariona sobrevive como sé titular, recriada em 1933; o atual bispo-titular é Prosper Balthazar Lyimo, bispo-auxiliar de Arusha.

## Prelados

### Bispos de Vanariona
- Pelágio † (mencionado em 411) (bispo donatista)

### Bispos-titulares
- Raymond James Vonesh † (1968 -1991)
- Filipe Neri António Sebastião do Rosário Ferrão (1993 - 2003)
- Józef Piotr Kupny (2005 - 2013)
- Prosper Balthazar Lyimo (desde 2014)